# Regolito

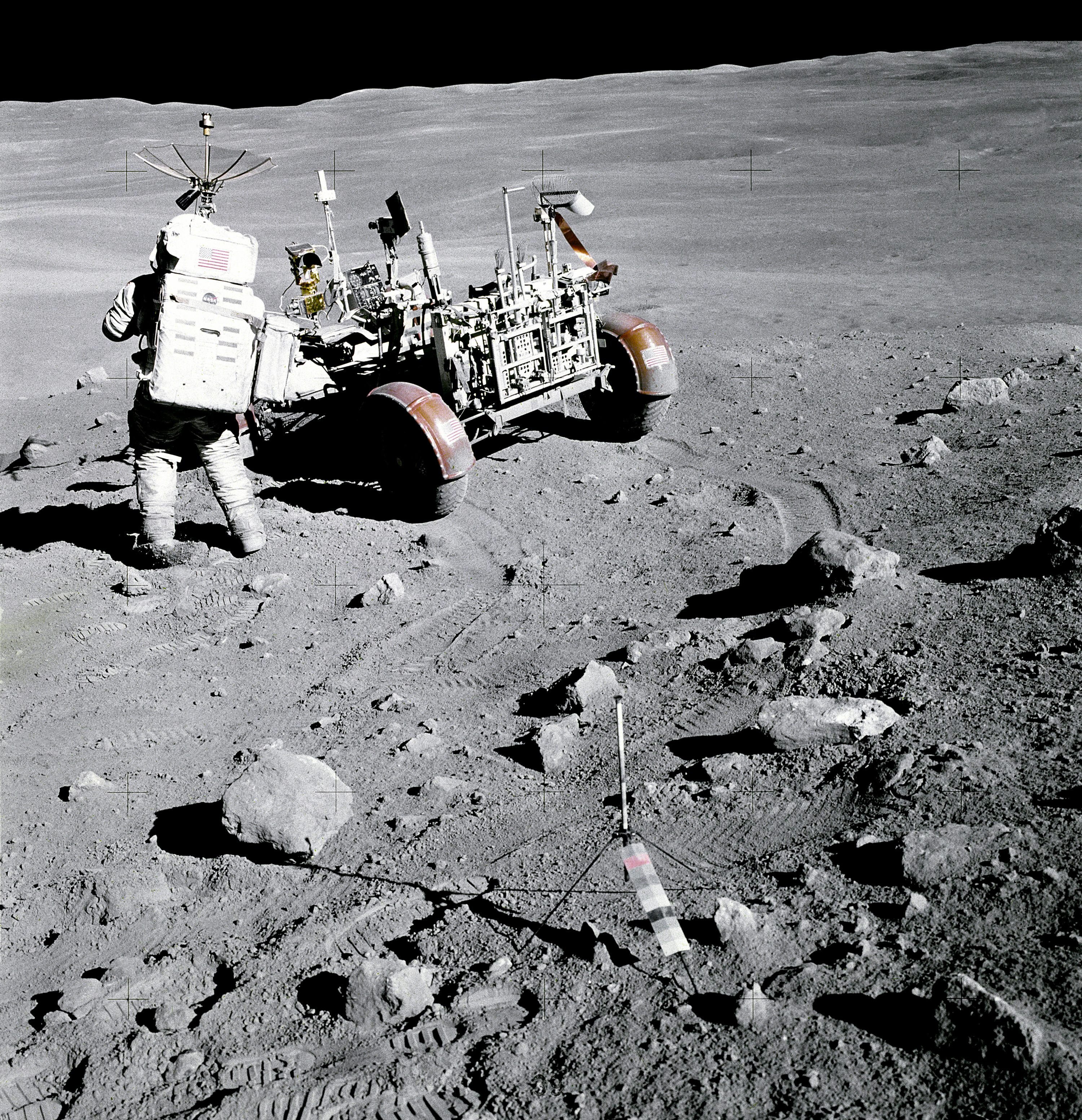
Imagen tomada durante la misión Apolo 16

Regolito (del griego ῥῆγος rhēgos ‘manta [colorida]’ y λίθος líthos ‘piedra’) es el término general usado para designar la capa de materiales no consolidados, alterados, como fragmentos de roca y granos minerales, que descansa sobre roca sólida inalterada. Alcanza su máximo desarrollo en los trópicos húmedos, donde se encuentran profundidades de varios centenares de metros de roca alterada. Su límite inferior es el frente de meteorización.
También se define como regolito la capa continua de material fragmentario, incoherente, producida por impactos meteoríticos, que forma normalmente los depósitos superficiales en planetas, satélites y asteroides donde la atmósfera es delgada o ausente; el ejemplo clásico es el regolito lunar, con varios metros de espesor, con componentes que varían desde bloques de tamaño métrico hasta polvo microscópico y partículas de vidrio.

## Regolito lunar

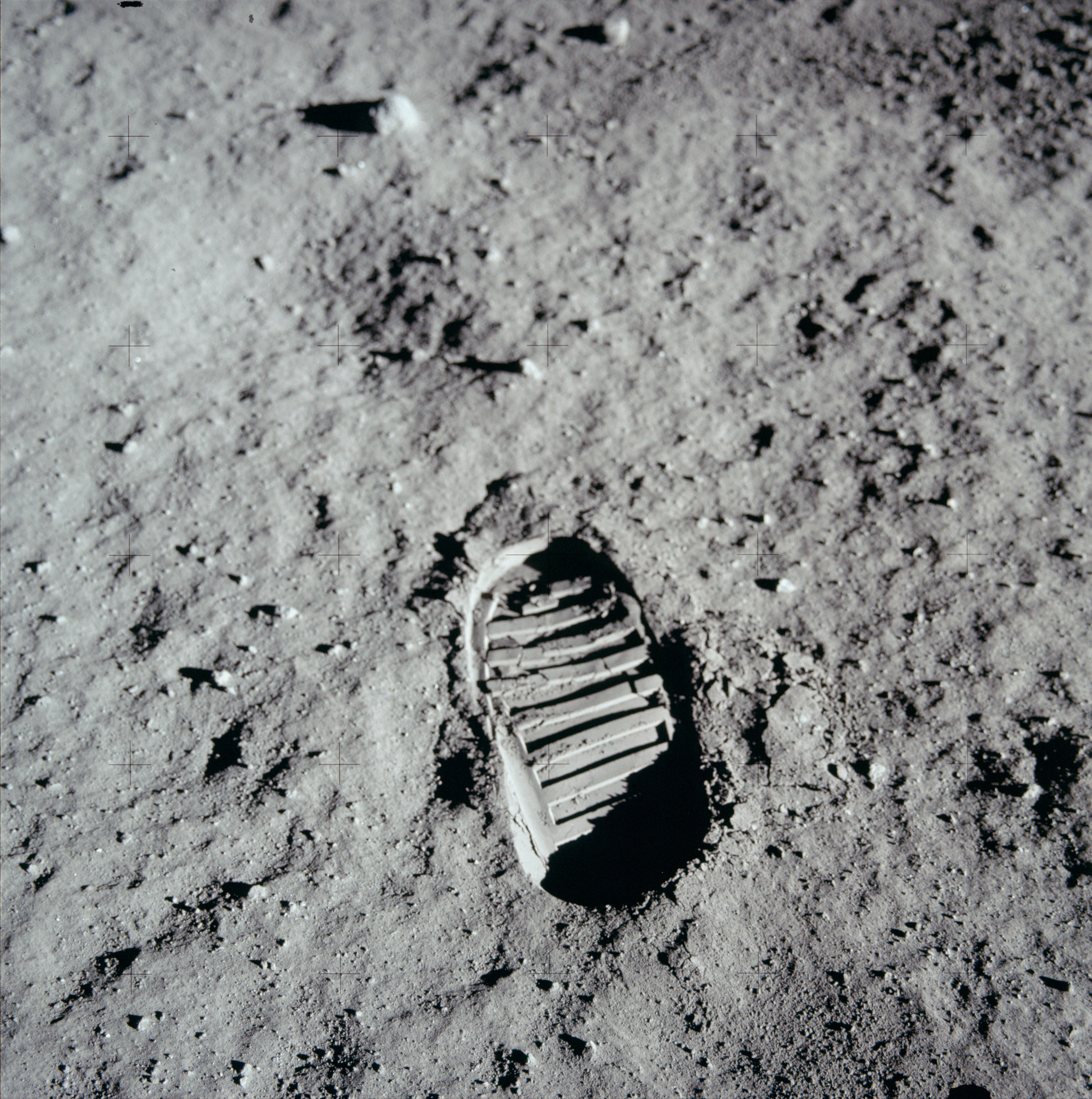
Huella de la pisada del piloto del módulo lunar del Apolo 11, Buzz Aldrin, en la superficie lunar.

La superficie lunar está cubierta por regolito, que puede definirse como aquella alfombra de restos formados por materiales poco compactos de fragmentos rocosos y suelo, todo ello cubriendo un fondo rocoso sólido. De manera convencional, se ha establecido denominar «suelo» a todas aquellas partículas de diámetro menor de un centímetro, mientras que las partículas mayores reciben la denominación de «rocas». 
El regolito lunar puede tener diferentes orígenes: el bombardeo de meteoritos y micrometeoritos, la radiación solar, la gran variación de las temperaturas entre el día y la noche, o bien las erosiones producidas por distintas causas. Su textura recuerda a la arena mojada y se adhiere con fuerza a la ropa, su tonalidad es oscura y su olor es similar a la pólvora quemada (aunque el olor probablemente se deba a la oxidación del polvo lunar al entrar en contacto con el oxígeno presente dentro de las sondas de los astronautas).
Parece ser que la profundidad media del regolito en las zonas de los mares lunares alcanza los cuatro o cinco metros, mientras que en las zonas correspondientes a las regiones montañosas puede llegar a alcanzar los diez o incluso más metros. Está compuesto por basaltos, que son rocas lunares ígneas oscuras de grano muy fino, formadas básicamente por feldespato, plagioclasa y piroxenos, con o sin olivino y otros minerales, así como un uno o dos por ciento de material meteorítico procedente del espacio exterior.
La anortosita está compuesta básicamente de plagioclasa. El piroxeno es el mineral más común en las rocas de los mares, y es un silicato de calcio-magnesio-hierro de color marrón amarillento. El olivino es un silicato de magnesio-hierro que se encuentra formando cristales de color verde pálido.
En los mares lunares, los fragmentos rocosos son basaltos, compuestos por piroxeno, plagioclasa y otros minerales, mientras que en las zonas montañosas los fragmentos son básicamente rocas ricas en plagioclasa y cristales rotos de plagioclasa.
Otro mineral localizado en la superficie lunar es la armalcolita, un óxido de titanio con hierro y magnesio que forma cristales opacos, denominada así en honor a los tres astronautas del Apolo 11 (Armstrong, Aldrin y Collins).
Se ha estimado la edad del regolito en unos 3800 a 4000 millones de años.
En algunos textos puede encontrarse una traducción del inglés o del alemán en forma femenina (regolita). «Por consiguiente, los meteoritos ricos en gas han debido formarse en la regolita (esto es, la capa de polvo de la superficie lunar)».